# کاترین حکیم
کاترین حکیم(به انگلیسی: Catherine Hakim) جامعه‌شناس برجستهٔ بریتانیایی، عضو عالی بخش پژوهشی جامعه‌شناسی در مدرسهٔ اقتصاد لندن است. او هم‌اکنون عضو عالی مرکز مطالعات سیاست‌گذاری است. تخصص او در جامعه‌شناسی بازار کار، تغییر نگرش‌های اجتماعی، اشتغال زنان و نظریه‌های جایگاه زنان در جامعه‌ است. او تاکنون بیش از ۱۰۰ مقاله و آثار آکادمیک منتشر کرده‌است. نظریهٔ او در باب سرمایهٔ جنسی، اولین بار در مقاله‌ای در ژورنال دانشگاه آکسفورد به نام «European Sociological review» مطرح شد. این نظریه توجه آکادمیک و رسانه‌ای فراوانی را از سرتاسر جهان به خود جلب کرده‌است.
آخرین کتاب او به نام «honey money» تحت عنوان «سرمایهٔ جنسی» به فارسی برگردانده شده‌است.